# Азер, Ирина Абдуррезаевна
Ири́на Абдурреза́евна (Ирэ́н Абду́р-Реза́евна) Азе́р (род. 19 сентября 1949, Тегеран) — советская актриса. В период с 1967 по 1991 год участвовала в съёмках 31 художественного фильма и двух телевизионных постановок. С начала 1990-x годов прекратила сниматься в кино, позднее стала заниматься малым бизнесом.

## Биография
Родилась в Тегеране. Своими фамилией и отчеством обязана отчиму Резе Азеру. По словам Ирины, он принадлежал к богатейшему иранскому роду, был известным генералом, личным врагом последнего иранского шахиншаха Мохаммеда Резы Пехлеви и политическим эмигрантом, нашедшим прибежище в СССР, в Баку.
Семья Ирэн переехала в Москву, где Реза Азер преподавал в Институте востоковедения, и проживала на Песчаной улице.
В конце своей жизни, незадолго до смерти, Реза Азер вернулся в Тегеран. Сразу же после смерти отчима в 1978 году в стране произошла исламская революция и Ирина с сестрой Деларам, находившиеся в то время в Тегеране, были вынуждены бежать из Ирана, так ничего и не получив из завещанного отчимом наследства (15 млн $).
С 1965 по 1977 годы работала фотомоделью у Виктора Вознесенского.
В 1968 году поступила во ВГИК, на актёрский факультет Сергея Герасимова. Во время учёбы много снималась в курсовых и дипломных фильмах. Начиная с третьего курса снялась в трёх картинах: «Красный агитатор Трофим Глушков» (1969) — режиссёр Валерий Рубинчик; «У озера» (1970) — режиссёр Сергей Герасимов; «Внимание, черепаха!» (1970) — режиссёр Ролан Быков. Студенткой была также приглашена для съёмок в знаменитом эпическом киноцикле «Освобождение» (1970—1972), поставленном режиссёром Юрием Озеровым и удостоенном Ленинской премии (1972).
В 1971 году окончила ВГИК, получила диплом и начала работать в Театре-студии киноактёра.
Уже в ранних фильмах актриса обратила на себя внимание зрителей. Её первая заметная роль в кино — Анна Сергеевна в детской комедии «Внимание, черепаха!», учительница младших классов, которой пытаются украдкой подражать её ученицы.
Ярко сыграла Наташу — роль второго плана в двухсерийном теледетективе «Кража» (1970; режиссёр Александр Гордон). Роль Люськи в четырёхсерийной телевизионной кинокомедии «Большая перемена» (1972—1973; режиссёр Алексей Коренев) принесла Азер настоящую популярность. Актриса рассказывала:

Помните сцену, когда Люська ждёт Ляпишева на танцах, а его увёл на лекцию Петрыкин — Быков? Появился кавалер поздно вечером и весь мокрый, потому что бежал по пояс в воде. Витя Проскурин страшно замёрз на съёмке, и, чтобы согреться, ему налили водки. По-моему, он первый раз в жизни её тогда попробовал. Захмелел и пошёл искупнуться… Все его ищут, а Вити нет… Возвращается раненый. Оказывается, напоролся в пруду на стекло и порезал ногу.
Ногу забинтовали и опять начали снимать. «Витя, я тебя прошу, не надо меня целовать. Камеры стоят так, что ничего не видно. Просто обнимемся», — говорю я хмельному Проскурину. А он возьми да и поцелуй меня с пьяных глаз по-настоящему. Еле отцепилась. Кажется, именно этот дубль и вошёл в картину. А другая сцена вообще получилась у меня случайно. Иду я обиженная от Ляпишева в своих белых туфельках, камера работает, и вдруг отваливается каблук. Хорошо, не растерялась. Сняла вторую туфлю, выбросила её и пошла босиком в гордом одиночестве. Не знаю, почему каблук отвалился, туфли были новые.

В течение 1970-х — 1980-х годов актриса активно снималась как в эпизодических, так и в основных ролях в таких фильмах, как «Дорогой мальчик» (1974; режиссёр Александр Стефанович), «Горожане» (1975; режиссёр Владимир Роговой), «Не стреляйте в белых лебедей» (1980; режиссёр Родион Нахапетов), «Возвращение резидента» (1982), «Конец операции „Резидент“», (1986; режиссёр Вениамин Дорман) и др.
На телевидении актриса участвовала в съёмках передачи «Кабачок „13 стульев“» (режиссёр Георгий Зелинский) и телеспектакля «Джентльмены, которым не повезло» (1977; по рассказам О. Генри, режиссёр Василий Давидчук). При этом в «Кабачке» (1966—1981) она появлялась дважды с разрывом в девять лет. Ещё студенткой её приглашали в 1969 году на роль пани Каролины и таким образом она стала одной из первых исполнительниц этого персонажа. В 1978 году Ирина сыграла роль пани Ольгицы — ещё одной посетительницы «Кабачка».
В годы перестройки актриса продолжала появляться на киноэкране. Помимо «Конца операции „Резидент“», с 1986 по 1991 год она участвовала в съёмках ещё семи картин. Однако с начала 1990-х годов в связи с развалом системы российского кинопроизводства Азер перестала сниматься.
Уйдя из большого кино, стала заниматься малым бизнесом — торговала женским бельём в здании МНТК «Микрохирургия глаза».
В начале 2000-х годов об актрисе стали писать в российских журналах, однако предложений выгодных ролей в кино не последовало, хотя Ирина утверждала, что мечтает сыграть в ремейке «Кто боится Вирджинии Вулф?».

### Семья
Отец — Йофан, польский военный лётчик, который после войны работал испытателем на аэродроме в столице в Баку. По неизвестной причине вынужден был вернуться в Польшу, успев дать дочери имя Ирэн.
Отчим — Абдур-Реза Азер (? — 1978), иранский генерал, коммунист, сотрудничал с КГБ СССР, политический эмигрант.
Мать — Лилия Георгиевна, казачка, участница Великой Отечественной войны.
Сестра — Деларам Абдурреза́евна Азер (1957—2002). По сообщению «Экспресс газеты Online» покончила жизнь самоубийством. На тот момент ещё была жива мать Ирины, находившаяся в доме для престарелых у московской станции метро «Речной вокзал».
Первый муж (с 1972 по 1981 год) — Юрий Шварц, журналист.
- Дочь — Виктория Юрьевна (род. 1975).

В 1979 году во время съемок в фильме «Акванавты» у неё начался роман с актером Германом Полосковым.
Второй муж (с 1986 по 1998) — Владимир (ум. в 1998).
В начале 2000-х актриса переехала в США к дочери Виктории, где и проживает в Лос-Анджелесе в Калифорнии, воспитывая двух внуков.

## Фильмография

### Роли
- 1967 — Бабье царство (эпизодическая роль)
- 1969 — Кабачок «13 стульев» — пани Ольгица
- 1969 — Красный агитатор Трофим Глушков — Катя, медсестра
- 1970 — Освобождение — связистка Танечка
- 1970 — У озера — пассажирка в поезде
- 1970 — Внимание, черепаха! — Анна Сергеевна, учительница
- 1970 — Кража — Наташа, любимая девушка Бурова
- 1972 — Идущие за горизонт — Лена, невеста Ивакина
- 1972 — Большая перемена — Люська, подруга Ляпишева
- 1974 — Дорогой мальчик — Жаклин, похитительница
- 1974 — Хаос — Антонина
- 1975 — Горожане — пассажирка такси, жена Володи
- 1977 — Семья Зацепиных — Лена
- 1977 — Джентльмены, которым не повезло — Ада Лоури
- 1978 — Крепость — Лида Рябцева, радистка
- 1978 — Мой друг дядя Ваня — Лена
- 1978 — Кабачок «13 стульев» — пани Ольгица
- 1979 — Акванавты — Лотта Кером, дочь профессора
- 1980 — Не стреляйте в белых лебедей — Ира, туристка
- 1980 — Иначе нельзя — сотрудница дома отдыха
- 1982 — Возвращение резидента — Марта, секретарша
- 1982 — Не ждали, не гадали! — Марина Николаевна, сослуживица Долгорукова
- 1984 — Любочка — Галина Максимовна, воспитательница в детском саду
- 1984 — Полоса препятствий — жена Корабельникова
- 1985 — Когда становятся взрослыми — соседка
- 1986 — Конец операции «Резидент» — Марта, секретарша Штаубе
- 1986 — Всего один поворот — Лида
- 1986 — Удивительная находка, или Самые обыкновенные чудеса — мать Максима Рыбкина
- 1986—1987 — Секретный фарватер — Шарлотта Ранке, жена штурмана Венцеля
- 1989 — Грань — Света, актриса, подруга Вероники
- 1990 — Последняя осень — Алла Сергеевна
- 1990 — Наутилус — жена Семёна Ильича
- 1990 — Имитатор — Хильда Бауэр
- 1991 — Графиня — гид-экскурсовод

### Фильмы об Ирине Азер
- 2012 — документальный фильм «Большая перемена. Последняя любовь Генки Ляпишева» (режиссёр Алексей Быстрицкий, автор сценария Ольга Булле)[2][10]